# Resolutie 1731 Veiligheidsraad Verenigde Naties
Resolutie 1731 van de Veiligheidsraad van de Verenigde Naties werd unaniem door de VN-Veiligheidsraad aangenomen op 20 december 2006. De resolutie verlengde de sancties tegen Liberia met zes (ruwe diamant) en twaalf maanden (wapens).

## Achtergrond
Na de hoogtijdagen onder het decennialange bestuur van William Tubman, die in 1971 overleed, greep Samuel Doe de macht. Diens dictatoriale regime ontwrichtte de economie en er ontstonden rebellengroepen tegen zijn bewind, waaronder die van de latere president Charles Taylor. In 1989 leidde de situatie tot een burgeroorlog waarin de president vermoord werd. De oorlog bleef nog doorgaan tot 1996. Bij de verkiezingen in 1997 werd Charles Taylor verkozen en in 1999 ontstond opnieuw een burgeroorlog toen hem vijandige rebellengroepen delen van het land overnamen. Pas in 2003 kwam er een staakt-het-vuren en werden VN-troepen gestuurd. Taylor ging in ballingschap en de regering van zijn opvolger werd al snel vervangen door een overgangsregering. In 2005 volgden opnieuw verkiezingen, waarna Ellen Johnson-Sirleaf de nieuwe president werd.

## Inhoud

### Waarnemingen
De Veiligheidsraad had eerder besloten de sancties tegen Liberia in verband met houtkap niet langer te verlengen. Het land moest dan wel zorgen dat de nationale boshervormingswet van 5 oktober 2006 effectief werd uitgevoerd en afgedwongen. Verder bleef Liberia goed meewerken met het Kimberley-Proces (de certificering van ruwe diamant). Er was echter onvoldoende vooruitgang geboekt om aan de voorwaarden in de paragrafen °5 (ontwapening van strijders en hervorming van het leger) en °7 (een effectief certificeringssysteem voor ruwe diamant) van resolutie 1521 om de andere sancties op te heffen te voldoen.

### Handelingen
Op basis daarvan werd het wapenembargo tegen Liberia verlengd met twaalf maanden. Dit embargo gold niet voor de politie en het leger, die sinds 2003 door de UNMIL-vredesmacht werden opgeleid.
Verder werd ook het embargo op ruwe diamant uit Liberia met zes maanden verlengd. Zo kreeg het land meer tijd om een certificeringssysteem op te zetten.
Ten slotte werd ook het mandaat van het panel van experts dat toezag op deze sancties verlengd tot 20 juni 2007.

## Verwante resoluties
- Resolutie 1694 Veiligheidsraad Verenigde Naties
- Resolutie 1712 Veiligheidsraad Verenigde Naties
- Resolutie 1750 Veiligheidsraad Verenigde Naties (2007)
- Resolutie 1753 Veiligheidsraad Verenigde Naties (2007)

Lijst ·  1652 ·  1653 ·  1654 ·  1655 ·  1656 ·  1657 ·  1658 ·  1659 ·  1660 ·  1661 ·  1662 ·  1663 ·  1664 ·  1665 ·  1666 ·  1667 ·  1668 ·  1669 ·  1670 ·  1671 ·  1672 ·  1673 ·  1674 ·  1675 ·  1676 ·  1677 ·  1678 ·  1679 ·  1680 ·  1681 ·  1682 ·  1683 ·  1684 ·  1685 ·  1686 ·  1687 ·  1688 ·  1689 ·  1690 ·  1691 ·  1692 ·  1693 ·  1694 ·  1695 ·  1696 ·  1697 ·  1698 ·  1699 ·  1700 ·  1701 ·  1702 ·  1703 ·  1704 ·  1705 ·  1706 ·  1707 ·  1708 ·  1709 ·  1710 ·  1711 ·  1712 ·  1713 ·  1714 ·  1715 ·  1716 ·  1717 ·  1718 ·  1719 ·  1720 ·  1721 ·  1722 ·  1723 ·  1724 ·  1725 ·  1726 ·  1727 ·  1728 ·  1729 ·  1730 ·  1731 ·  1732 ·  1733 ·  1734 ·  1735 ·  1736 ·  1737 ·  1738